# 阿列河畔圣迪迪耶
阿列河畔圣迪迪耶（法語：Saint-Didier-d'Allier，法語發音：[sɛ̃ didje dalje]），或纯音译作圣迪迪耶达列、圣迪迪耶达利耶，是法国上卢瓦尔省的一个旧市镇，属于勒皮区。该市镇总面积7.71平方公里，2009年时的人口为33人。
该市镇已于2017年1月1日并入相邻的阿列河畔圣普里瓦。

## 人口
阿列河畔圣迪迪耶人口变化图示